# 1 فبراير
- السبت
- الأحد
- الاثنين
- الثلاثاء
- الأربعاء
- الخميس
- الجمعة

- 12 شعبان 1446  هـ
- 23 شعبان 1446  هـ
- 34 شعبان 1446  هـ
- 45 شعبان 1446  هـ
- 56 شعبان 1446  هـ
- 67 شعبان 1446  هـ
- 78 شعبان 1446  هـ
- 89 شعبان 1446  هـ
- 910 شعبان 1446  هـ
- 1011 شعبان 1446  هـ
- 1112 شعبان 1446  هـ
- 1213 شعبان 1446  هـ
- 1314 شعبان 1446  هـ
- 1415 شعبان 1446  هـ
- 1516 شعبان 1446  هـ
- 1617 شعبان 1446  هـ
- 1718 شعبان 1446  هـ
- 1819 شعبان 1446  هـ
- 1920 شعبان 1446  هـ
- 2021 شعبان 1446  هـ
- 2122 شعبان 1446  هـ
- 2223 شعبان 1446  هـ
- 2324 شعبان 1446  هـ
- 2425 شعبان 1446  هـ
- 2526 شعبان 1446  هـ
- 2627 شعبان 1446  هـ
- 2728 شعبان 1446  هـ
- 2829 شعبان 1446  هـ

1 فبراير أو 1 شُباط أو يوم 1 \ 2 (اليوم الأوَّل من الشهر الثاني) هو اليوم الثاني والثلاثون (32) من السنة وفقًا للتقويم الميلادي الغربي (الغريغوري). يبقى بعده 333 يومًا لانتهاء السنة، أو 334 يومًا في السنوات الكبيسة.

## أحداث
- 1327 – تتويج إدوارد الثالث ملكا لإنجلترا، وهو في سن المراهقة.
- 1411 – توقيع معاهدة سلام تورون التي أنهت الحرب البولندية الليتوانية التوتونية بين مملكة بولندا ودوقية ليتوانيا الكبرى من جهة، وفرسان تيوتون من جهة أخرى.
- 1662 - القرصان الصيني «كاوشينجا» يستولي على جزيرة تايوان بعد حصار دام 9 أشهر.
- 1713 – اندلاع أعمال شغب في مدينة بيندر في مولدوفيا الحالية، بسبب أمر السلطان العثماني بالقبض على كارل الثاني عشر ملك السويد، بسبب اتهامات له بإثارة الفتن داخل أراضي الدولة العثمانية.
- 1793 - فرنسا تعلن الحرب على المملكة المتحدة وهولندا.
- 1796 – نقل عاصمة كندا العليا من مدينة نيوراك إلى مدينة يورك.
- 1814 - أكبر ثورة لبركان مايون بالفلبين تقتل 1200 شخص.
- 1835 – إلغاء العبودية في موريشيوس.
- 1856 - انتهاء حرب القرم بين الدولة العثمانية والإمبراطورية الروسية والتي ساندت فيها فرنسا وإنجلترا العثمانيين.
- 1861 – تكساس تنفصل عن الولايات المتحدة ضمن أحداث الحرب الأهلية الأمريكية.
- 1864 – القوات البروسية تعبر الحدود إلى شليسفيغ لتطلق شرارة الحرب التي عُرفت بحرب شلسفيغ الثانية.
- 1865 – الرئيس الأمريكي أبراهام لنكولن يوقع على التعديل الثالث عشر لدستور الولايات المتحدة الأمريكية، الذي ألغى العبودية.
- 1877 - إسحق برجس وويليام لونجستريت يحصلان على براءة اختراع أول قارب بخاري في الولايات المتحدة.
- 1881 - إلقاء القبض على أحمد عرابي ورفاقه بعد دخول الإنجليز للقاهرة.
- 1884 – نشر أول مجلد من قاموس أكسفورد الإنجليزي.
- 1893 – توماس إديسون ينهي بناء أول ستوديو أفلام المعروف باسم «ذا بلاك ماريا» في ويست أورنج في نيوجرسي.
- 1895 – بول كروغر رئيس جمهورية جنوب أفريقيا يعلن عن محمية «فالي فاونتينز» في بريتوريا، وهي أقدم محمية طبيعية في أفريقيا.
- 1896 – العرض الأول لأوبرا البوهيمي في مسرح ريجيو في تورين، بقيادة أرتورو توسكاني.
- 1897 – افتتاح بنك شينهان أقدم بنوك كوريا الجنوبية في العاصمة سيئول.
- 1908 – اغتيال كارلوس الأول ملك البرتغال وابنه لويس فيليبي في لشبونة.
- 1918 – روسيا تتبنى التقويم الغريغوري.
- 1924 – استئناف العلاقات بين روسيا والمملكة المتحدة بعد قطيعة ست سنوات بسبب الثورة الشيوعية.
- 1942 -
  - جوزيف تيربوفن مندوب الرايخ في النرويج الخاضع للاحتلال النازي، يعين فيدكون كفيشلينغ رئيسا لوزراء الحكومة الوطنية.
  - البحرية الأمريكية تُغير على جزر مارشال وغيلبرت وهي أول عمل عدائي تشنه الولايات المتحدة ضد القوات اليابانية في المحيط الهادي.
  - بدء بث إذاعة صوت أمريكا وهي خدمة راديو وتلفزيون تابعة للحكومة الأمريكية، وتبث في المناطق الخاضعة لسيطرة قوات المحور.
  - ماو تسي تونغ يلقي خطابا حول «الإصلاح في التعليم والحزب والأدب» والذي أدى لنشوء حركة تصحيح يانان.
- 1946
  - اختيار النرويجي تريغفه لي ليكون أول أمين عام للأمم المتحدة.
  - البرلمان المجري يلغي الملكية التي استمرت ست قرون، ويعلن قيام جمهورية المجر الشعبية.
- 1947 - رئيس الوزراء الأردني إبراهيم هاشم يقدم استقالته للملك عبد الله بن الحسين.
- 1948 - تأسيس ماليزيا الاتحادية من اتحاد تسع ممالك كانت خاضعة للاحتلال البريطاني.
- 1950 – أول نموذج للطائرة ميغ 17 تقوم برحلتها الأولى.
- 1953 - فيضانات عارمة في هولندا.
- 1958
  - سوريا ومصر توقعان على ميثاق الوحدة العربية بين البلدين تحت اسم الجمهورية العربية المتحدة.
  - إصدار أول طابع بريد كويتي.
- 1960 – فرقة البيتلز تصل بأغنية «أريد أن أمسك يدك» المرتبة الأولى في قائمة أنجح الأغاني في الولايات المتحدة.
- 1965 - تأميم الهاتف والبرق في الكويت.
- 1968 – إعدام فان ليم نغوين الضابط في حركة فيت كونغ على يد الشرطة في فيتنام الجنوبية، وقد التقط المصور إيدي آدامز صورة لحظة الاغتيال، وأصبحت الصورة من أشهر الصور خلال حرب فيتنام.
- 1968
  - توحيد الهيئات العسكرية الثلاث في كندا، وهي البحرية الملكية والجيش البري والقوات الجوية الملكية، في هيئة واحدة باسم القوات الكندية.
  - دمج شركة سكك حديد نيويورك المركزية وسكك حديد بنسلفانيا في شركة واحدة باسم «بن سنترال ترانسبورتيشن» (نقل بن المركزي).
- 1972 – كوالالامبور تصبح مدينة بقرار رسمي من الملك الماليزي عبد الحليم معظم.
- 1974 – نشوب حريق في مبنى خويلما المكون من 25 طابقا في مدينة ساو باولو في البرازيل، ومقتل 189 وإصابة 293 شخصا.
- 1979 - روح الله الموسوي الخميني يصل إلى العاصمة الإيرانية طهران بعد غياب في المنفى استمر 15 عامًا.
- 1989 – مدن كالغورلي وبولدر في غرب أستراليا تتحدان رسميا لتكونا مدينة واحدة باسم «مدينة كالغورلي وبولدر».
- 1991 – اصطدام بين طائرة شركة يو إس إير الرحلة 1493 وطائرة شركة سكاي ويست الرحلة 5569، على المدرج في مطار لوس أنجلوس الدولي، ومقتل 34 وإصابة 30.
- 1992 – القاضي الأعلى في مدينة بوبال الهندية يعلن أن وارن أندرسن الرئيس التنفيذي لشركة يونيون كاربايد الأمريكية للكيماويات، مطلوب للعدالة وفق القانون الهندي بسبب عدم حضوره في قضية كارثة بوبال.
- 1996 – إقرار قانون آداب الاتصالات في الكونغرس الأمريكي، وهو أول محاولة لتنظيم المواد الإباحية على الإنترنت.
- 1998 – ليلي فيشبورن تصبح أول أمريكية من أصل إفريقي ترقى إلى رتبة أدميرال خلفي في الولايات المتحدة، وهي الأقل من الأدميرال البحري مباشرة.
- 2002 – قطع رأس والتمثيل بجثة دانيال بيرل الصحفي الأمريكي ورئيس مكتب الوول ستريت جورنال في جنوب آسيا، الذي كان قد اختطف في 23 يناير 2002.
- 2003 - مكوك الفضاء كولومبيا يتفكك إلى قطع صغيرة، خلال رحلة عودته بالمهمة إس تي إس 107 عند دخوله المجال الجوي للأرض ويقتل رواد الفضاء السبعة الذين كانوا على متنه.
- 2004 - مقتل 244 شخص على الأقل في حادث دهس بالأقدام نتيجة تزاحم الحجاج في السعودية.
- 2005 – ملك نيبال جيانيندرا يقوم بانقلاب عسكري للقضاء على الديمقراطية ويصبح رئيسًا لمجلس الوزراء.
- 2008 - حاكم إمارة دبي الشيخ محمد بن راشد آل مكتوم يعين نجله حمدان بن محمد بن راشد آل مكتوم وليًا للعهد في الإمارة.
- 2009 – يوهانا سيغورذاردوتير تشكل الحكومة في آيسلندا، لتكون بذلك أول رئيسة وزراء في تاريخ البلاد، وأول رئيسة وزراء مثلية الجنس في العالم.
- 2011
  - الرئيس المصري محمد حسني مبارك يعلن عدم ترشحه لانتخابات الرئاسة المقبلة، والدعوة لتعديل مواد في الدستور حول تقييد الفترات الرئاسية وإلغاء القيود على الترشح لها وذلك على إثر اندلاع ثورة 25 يناير.
  - ملك الأردن عبد الله الثاني بن الحسين يقبل استقالة حكومة سمير زيد الرفاعي والتي أتت بعد عدة أسابيع من اندلاع مظاهرات احتجاجية ضد سياسات حكومته الاقتصادية بالإضافة إلى المطالبة بالإصلاح السياسي، ويكلف معروف البخيت بتشكيل الحكومة الجديدة.
- 2012
  - افتتاح برج شارد سادس أعلى مبنى في أوروبا.
  - أعمال شغب في ستاد بورسعيد عقب مباراة كرة القدم بين ناديي المصري والأهلي، أدت إلى سقوط 73 قتيلًا من صفوف جماهير ألتراس أهلاوي ومئات الجرحى. سميت إعلاميا بـ«مذبحة ستاد بورسعيد».
- 2015 - منتخب فرنسا يفوز ببطولة العالم لكرة اليد للرجال للمرة الخامسة في تاريخه.
- 2019 - قطر تتوج بلقب كأس آسيا 2019 للمرة الأولى في تاريخها بعد فوزها على اليابان 3–1 في المباراة النهائية.
- 2021 - انقلاب عسكري يُطيح برئيس دولة ميانمار وين مينت، مُعتقلا عدة أسماء سياسية من داخل الحزب الحاكم وأبرزهم مستشار الدولة أون سان سو تشي.
- 2022 - مقتل 11 شخصًا وإصابة آخرين في محاولة انقلابية فاشلة في غينيا بيساو.
- 2023 - مذنب C/2022 E3 (ZTF) يصل إلى أقرب مسافة له إلى الأرض على مسافة 0.28 وحدة فلكية (42 مليون كم)، بحيث أمكن رؤيته بالعين المجردة.

## مواليد
- 1435 - أماديو التاسع، دوق سافوي.
- 1659 - ياكوب روغيفين، مستكشف هولندي.
- 1796 - أبراهام إيمانويل فروليش، كاتب سويسري.
- 1857 - إدوارد أوسكار أولريش، إحاثي أمريكي.
- 1901 - كلارك غيبل، ممثل أمريكي.
- 1905
  - زكي نجيب محمود، مفكر وفيلسوف مصري.
  - إميليو سيغري، عالم فيزياء إيطالي أمريكي حاصل على جائزة نوبل في الفيزياء عام 1959.
- 1915 - ستانلي ماثيوس، لاعب ومدرب كرة قدم إنجليزي.
- 1916 - ميخائيل بلدي، شاعر وروائي سوري.
- 1930 - ماريان ويسنيسكي، لاعب كرة قدم فرنسي.
- 1931 - بوريس يلتسن، رئيس الاتحاد الروسي الأول.
- 1932 - حسن الترابي، مفكر وزعيم سياسي وديني سوداني.
- 1933 - رينولدز برايس، كاتب وشاعر أمريكي.
- 1934 - السيد عسكر، سياسي وعالم مسلم مصري.
- 1939
  - أحمد أبو المعاطي، قارئ مصري.
  - فهمي عبد الحميد، مخرج مصري.
  - براك المرزوق، رئيس ديوان المحاسبة الكويتي.
- 1948 - لاسزلو بالينت، لاعب ومدرب كرة قدم هنغاري.
- 1949 - شهيرة، ممثلة مصرية.
- 1957 -
  - سعد الفقيه، معارض سعودي.
  - جاكي شروف، ممثل هندي.
- 1960 -
  - راشد الشمراني، ممثل سعودي.
  - عبد العزيز جاسم، ممثل قطري.
- 1961 - عدنان حمد، لاعب ومدرب كرة قدم عراقي.
- 1965 - محمد هنيدي، ممثل مصري.
- 1966 - ميتشيل أكرس، لاعبة كرة قدم أمريكية.
- 1968 - عبد الله منصور، لاعب كرة قدم كويتي.
- 1969
  - عروب صبح، إعلامية أردنية.
  - غابرييل باتيستوتا، لاعب كرة قدم أرجنتيني.
- 1971 -
  - مايكل هول، ممثل أمريكي.
  - زلاتكو زاهوفيتش، لاعب كرة قدم سلوفيني.
- 1973 - سلمى سالم، ممثلة عراقية كويتية.
- 1976 - ميلاد سري، ممثلة عراقية.
- 1977 - ليبور سيونكو، لاعب كرة قدم تشيكي.
- 1979 - جوان دوس سانتوس، لاعب كرة قدم برازيلي.
- 1981
  - إلسا زغيب، ممثلة لبنانية.
  - لاما، لاعب كرة قدم أنغولي.
- 1984 - دارين فليتشير، لاعب كرة قدم اسكتلندي.
- 1985 - ريو هوريكاوا، ممثل أداء صوتي ياباني.
- 1987 - جوسيبي روسي، لاعب كرة قدم إيطالي.
- 1994 - هاري ستايلز، مغني إنجليزي.
- 1996 - عبد العزيز الفضلي، مذيع سعودي.
- 1997 - جيهيو، مغنية كورية.

## وفيات
- 1248 - هنري الثاني، دوق برابانت.
- 1903 - جورج جابرييل ستوكس، عالم رياضيات وفيزياء بريطاني.
- 1929 - ألكسندر أوغستون، جراح اسكتلندي.
- 1958 - كلنتون دافيسون، عالم فيزياء أمريكي حاصل على جائزة نوبل في الفيزياء عام 1937.
- 1966
  - بديع خيري، كاتب مسرحي مصري.
  - باستر كيتون، ممثل أمريكي.
- 1976 - جورج ويبل، طبيب أمريكي حاصل على جائزة نوبل في الطب عام 1934.
- 1982
  - راغهوناث مورمو، أديب وشاعر وكاتب مسرحي هندي وواضع كتابة «أول تشيكي» المستخدمة في كتابة نصوص اللغة السنتالية.
  - فيرنر هايزنبيرغ، عالم فيزياء ألماني حاصل على جائزة نوبل في الفيزياء عام 1932.
- 2003 - عبد الرحمن آل عمير، فقيه وقاضي شافعي وشاعر سعودي.
- 2010 -
  - عز الدين العراقي، الوزير الأول في المغرب.
  - هنري إده، مهندس معماري وسياسي لبناني.
- 2012 - فيسوافا شيمبورسكا، شاعرة بولندية حاصلة على جائزة نوبل في الأدب عام 1966.
- 2021 - عبد الستار قاسم، كاتب ومفكر ومحلل سياسي وأكاديمي فلسطيني.
- 2022 - لطف الله الصافي الكلبايكاني، مرجع شيعي إيراني.

## أعياد ومناسبات
- بداية شهر التاريخ الأسود في الولايات المتحدة.
- أول أيام فصل الربيع في أيرلندا على التقويم الأيرلندي.
- يوم الاتحاد في ماليزيا.
- يوم الحجاب العالمي.

## وصلات خارجية
- وكالة الأنباء القطريَّة: حدث في مثل هذا اليوم.
- النيويورك تايمز: حدث في مثل هذا اليوم.
- BBC: حدث في مثل هذا اليوم.